# Charles Wright (Botaniker)

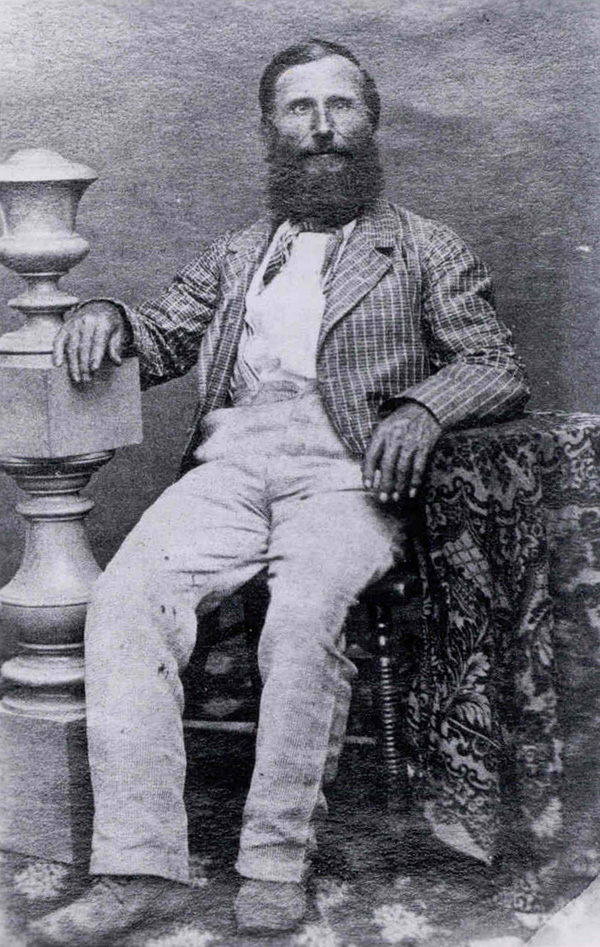
Charles Wright

Charles Wright (* 29. Oktober 1811 in Wethersfield, Connecticut; † 11. August 1885 ebenda) war ein US-amerikanischer Botaniker. Sein offizielles botanisches Autorenkürzel lautet „C.Wright“; früher war auch das Kürzel „Wright“ in Gebrauch, das aktuell jedoch für John Wright vergeben ist.

## Leben und Wirken
Wright graduierte 1835 an der Yale University. 1853 nahm er an der United States North Pacific Exploring Expedition als Botaniker teil; seine Aufsammlungen dieser Expedition wurden von Asa Gray in Cambridge bearbeitet. Von 1857 bis 1863 unternahm er zahlreiche Sammelreisen nach Kuba, die zum Teil von August Grisebach in seinen Plantae Wrightianae e Cuba Orientali beschrieben wurden. Nach seiner letzten Kubareise 1867 verbrachte er viel Zeit am Gray Herbarium in Cambridge, Massachusetts.
Wright arbeitete am Werk Flora cubana (1868 bis 1873) von Francisco Adolfo Sauvalle mit.

## Ehrungen
Nach ihm benannt ist die Pflanzengattung Carlowrightia A.Gray aus der Familie der Akanthusgewächse (Acanthaceae).